# Fernando Llort
Fernando Llort Choussy (né le 7 avril 1949 à San Salvador et mort le 10 août 2018) est un peintre, graveur et céramiste salvadorien.

## Biographie
Fernando Llort est le fils de Baltasar Llort et de Victoria Choussy. Diplômé en architecture de l'université du Salvador, il séjourne ensuite en France, puis en Belgique, où il étudie la théologie à l'université catholique de Louvain, et enfin aux États-Unis, où il étudie l'art à l'université d'État de Louisiane à Bâton-Rouge.

## Œuvre

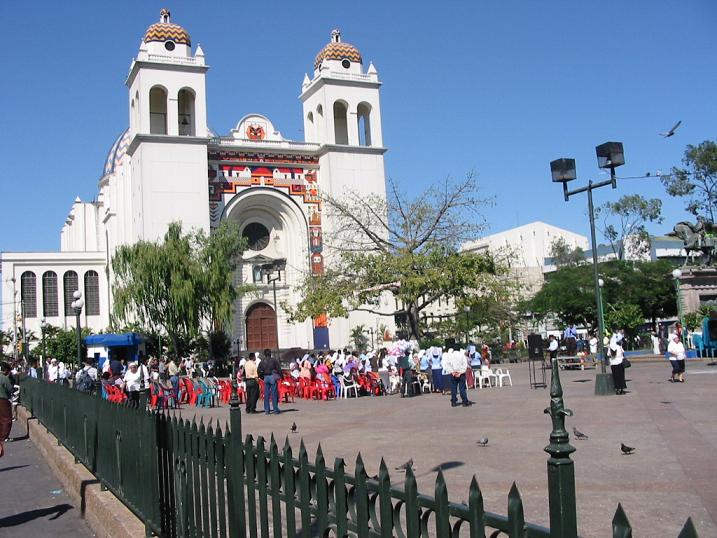
La cathédrale métropolitaine de San Salvador : façade décorée par Fernando Llort.

### Réalisations dans l'espace public
Fernando Llort a notamment décoré la façade de la cathédrale métropolitaine à San Salvador. L'œuvre est détruite en décembre 2011.

### Diffusion de l'œuvre et produits dérivés
Installé à La Palma (Chalatenango) dans les années 1970, il y fonde La Semilla de Dios (« La semence de Dieu »), un atelier destiné à la diffusion des arts auprès de la population. Il se réinstalle à San Salvador pendant la guerre civile ; il y fonde un centre culturel, El Arbol de Dios (« L'arbre de Dieu »), où il diffuse et commercialise son travail de peintre et les produits dérivés (serviettes de bain, objets peints artisanaux, etc).